# Szfinx (macskafajta)
A szfinx avagy kanadai szőrtelen macska a házi macska egyik ritka fajtája, amely természetes mutáció révén csak egy nagyon vékony, pehelyszerű szőrtakaróval rendelkezik. A szfinxek társaikhoz és gazdáikhoz egyaránt nagyon ragaszkodnak, éberek, játékosak, néha tolakodók, de ugyanakkor meglehetősen intelligensek is. Szokatlan küllemük miatt időnként összetévesztik őket a csivava kutyákkal.

## Eredet
Már az ókor óta léteznek szőrtelen macskákról szóló beszámolók. A szőrtelen macskák létéről tanúskodó első fényképes bizonyíték 1902-ből, Mexikóból került elő. Természetes körülmények között nagyjából 15 évenként születik egy-egy szőrtelen példány. A fajta kitenyésztése 1966-ban kezdődött meg Kanadában. 1971 táján azonban meddőségi probléma jelentkezett az addigra már hivatalosan is elfogadott új fajtánál, amelyet 1980 tájára sikerült kiküszöbölni, miután 1975-ben egy minnesotai farmról, majd 1978-ban a kanadai Torontóból újabb szőrtelen példányok kerültek elő. (Az amerikai egyedeket Dermisnek és Epidermisnek, a kanadaiakat pedig Bambinak, Punkie-nak és Palomanak hívták.)

## Megjelenés
A szfinx testalkata robusztus (hajlamos az elhízásra), feje ék alakú, füle nagy, bajusza nagyon rövid és merev, de hiányozhat is. A fajtaleírás szerint a farok végén és a füleken megengedett a vastagabb szőrzet. Színezetét főként a bőre pigmentációja adja, lehet egyszínű, de tartalmazhat bármilyen mintázatot is. A TICA és a FIFE fajtaleírásai különbözőek.

## Allergia
A fajta nem minden egyede hipoallergén, és bár rendkívül kevés szőrt hullatnak el, csökkentve ezzel kevésbé érzékeny gazdáik tüneteit, finom szőrzetük az érzékenyebb betegeknél még súlyosabb tüneteket válthat ki, mint normál szőrzettel rendelkező fajtársaiké. Némelyik vérvonal azonban hordozza azt a gént, amelytől hipoallergénné válik.

## Tartás
A szfinx macskákat általában lakásban tartják, a szabadba csak felügyelettel engedik ki őket, mivel a hideg és a hosszan tartó erős napsugárzás egyaránt megárthat nekik, kíváncsi természetük miatt pedig könnyen bajba kerülhetnek.
Tisztán tartásukhoz alig igényelnek több fürdetést a normál szőrzetű macskáknál, de mivel bőrüket csak kevés szőrzet fedi, az könnyen zsírossá, piszkossá válhat. A mosdatásukhoz érdemes lehet a normál és bőrgombásodás elleni samponok mellett hipoallergén sampont is használni.

## Hasonló fajták

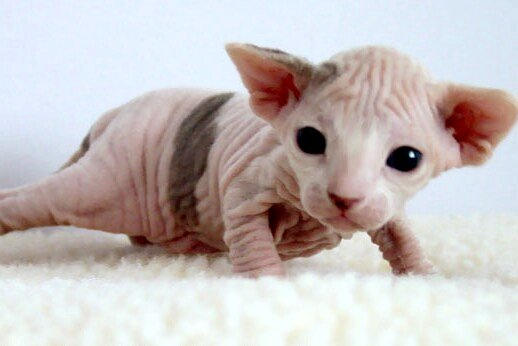
Kéthetes szfinxkölyök

Az Oroszországból származó doni szfinx szőrzethiányát egy másik, dominánsan öröklődő gén okozza. Létezik emellett egy peterbald nevű orosz fajta is, melyet a génállomány javítására a keleti rövid szőrű fajtával kereszteztek.
A cornish rex ugyanazzal a génnel rendelkezik, melynek egyik allélje a szfinx szőrtelenségét okozza, bundája mégis dupla rétegű. A szfinx allélje nem domináns a devon rex alléljével szemben, mindkettő recesszív azonban a faj normális (vad típusú) génjével szemben. Korábban megkísérelték a devon rex és a szfinx keresztezését a gén megerősítésére, de ez súlyos elváltozást idézett elő a fogazatban, illetőleg az idegrendszerben, ezért jelenleg a két fajta keresztezését a legtöbb tenyésztői társaság tiltja. Az Egyesült Államokban csak az amerikai rövid szőrűvel és a rövid szőrű házi macskával való keresztezés engedélyezett.

## Popkulturális hatás
- Ted Nudegent[6] az Austin Powers című filmmel vált ismertté, melyben Dr. Evil macskájaként szerepelt.